# Штрайдт, Эллен
Эллен Штрайдт (Вендланд) (в девичестве Штропал; нем. Ellen Streidt (Wendland); род. 27 июля 1952, Витшток, Бранденбург) — восточно-германская легкоатлетка (бег на короткие дистанции), чемпионка и призёр чемпионатов Европы, чемпионка и призёр летних Олимпийских игр 1976 года в Монреале, участница трёх Олимпиад, рекордсменка мира.

## Карьера
В 1970 году на чемпионате Европы среди юниоров в городе Коломб (Франция) Эллен Штропаль заняла 3-е место в эстафете 4×100 метров.
На летних Олимпийских играх 1972 года в Мюнхене Штрайдт выступала в беге на 100 и 200 метров. В первом виде она смогла пробиться в четвертьфинал, где показала результат 11,48 с, которого оказалось недостаточно для продолжения борьбы за медали. На второй дистанции она заняла 4-е место с результатом 22,75 с.
На следующей Олимпиаде в Монреале Штрайдт выступала в беге на 400 метров и эстафете 4×400 метров. В беге на 400 метров она заняла 3-е место (50,55 с), уступив победительнице, польке Ирене Шевиньской (49,28 с) и своей соотечественнице Кристине Бремер (50,51 с). В эстафете команда ГДР (Дорис Малецки, Бригита Роде, Эллен Штрайдт, Кристина Бремер), за которую Штрайдт бежала на третьем этапе, преодолела дистанцию за 3:19,23 с (мировой рекорд) и стала олимпийской чемпионкой. Серебро завоевала команда США (3:22,81 с), а бронзу — команда СССР (3:24,24 с).
На летней Олимпиаде 1980 года в Москве Штрайдт была заявлена для участия в эстафете 4×400 метров, но не вышла на старт соревнований.